# Phước Bửu
Phước Bửu là thị trấn huyện lỵ của huyện Xuyên Mộc, tỉnh Bà Rịa – Vũng Tàu, Việt Nam.

## Địa lý
Thị trấn Phước Bửu nằm ở trung tâm huyện Xuyên Mộc, cách thành phố Bà Rịa 28 km về phía đông và có vị trí địa lý:
- Phía đông giáp xã Xuyên Mộc
- Phía tây và phía nam giáp xã Phước Thuận
- Phía bắc giáp xã Phước Tân.

Thị trấn có diện tích 8,00 km², dân số năm 1999 là 11.915 người, mật độ dân số đạt 1.489 người/km².

## Hành chính
Thị trấn Phước Bửu được chia thành 7 khu phố với 115 tổ dân phố: Láng Sim, Phước An, Phước Hòa, Phước Lộc, Phước Tiến, Thạnh Sơn và Xóm Rẫy.

## Lịch sử
Sau năm 1975, Phước Bửu là một xã thuộc huyện Xuyên Mộc.
Ngày 17 tháng 1 năm 1984, Hội đồng Bộ trưởng ban hành Quyết định 12-HĐBT. Theo đó, chia xã Phước Bửu thành hai xã Phước Bửu và Phước Tân.
Ngày 30 tháng 10 năm 1995, Chính phủ ban hành Nghị định 71-CP. Theo đó, thành lập thị trấn Phước Bửu trên cơ sở điều chỉnh 800 ha diện tích tự nhiên và 7.649 người của xã Phước Bửu.
Sau khi điều chỉnh địa giới hành chính, xã Phước Bửu còn lại 5.202 ha diện tích tự nhiên, 8.041 người và được đổi tên thành xã Phước Thuận.

## Hình ảnh

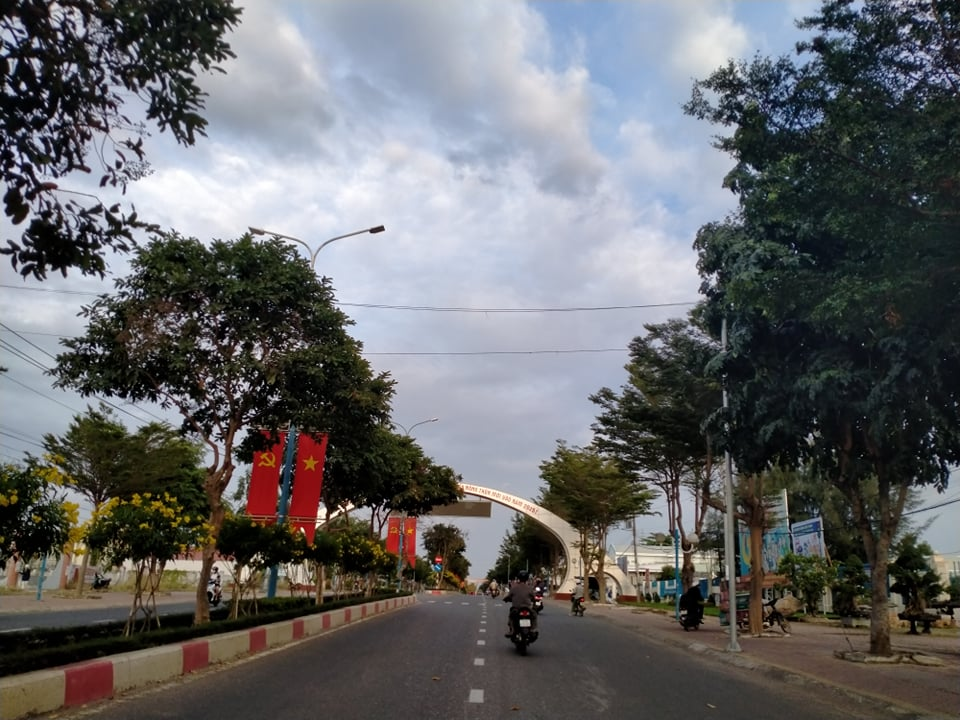
Quốc lộ 55
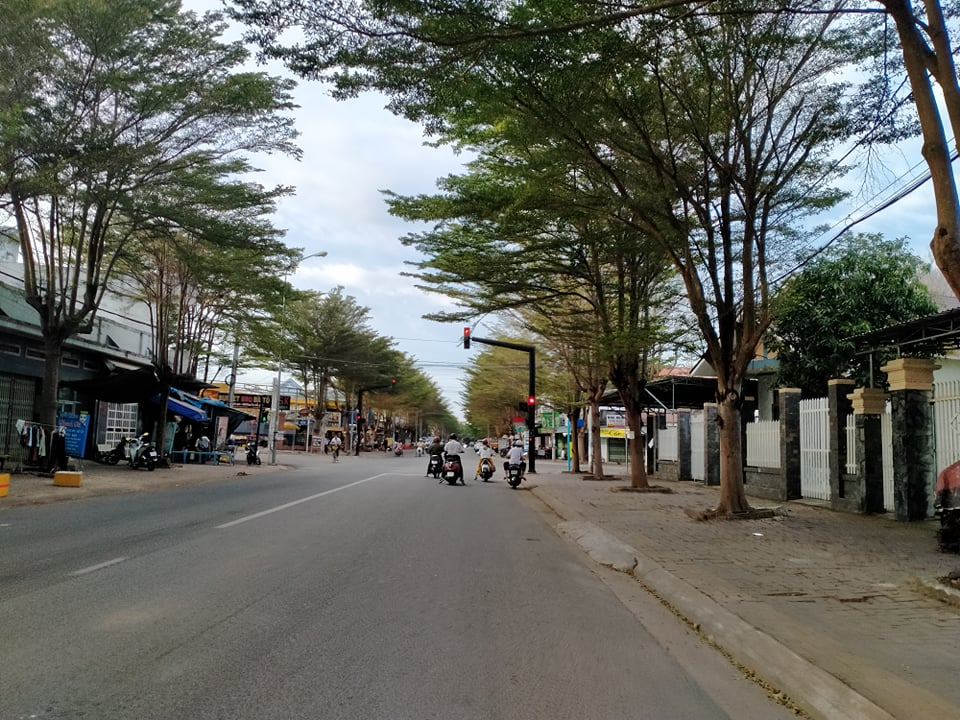
Đường Huỳnh Minh Thạnh
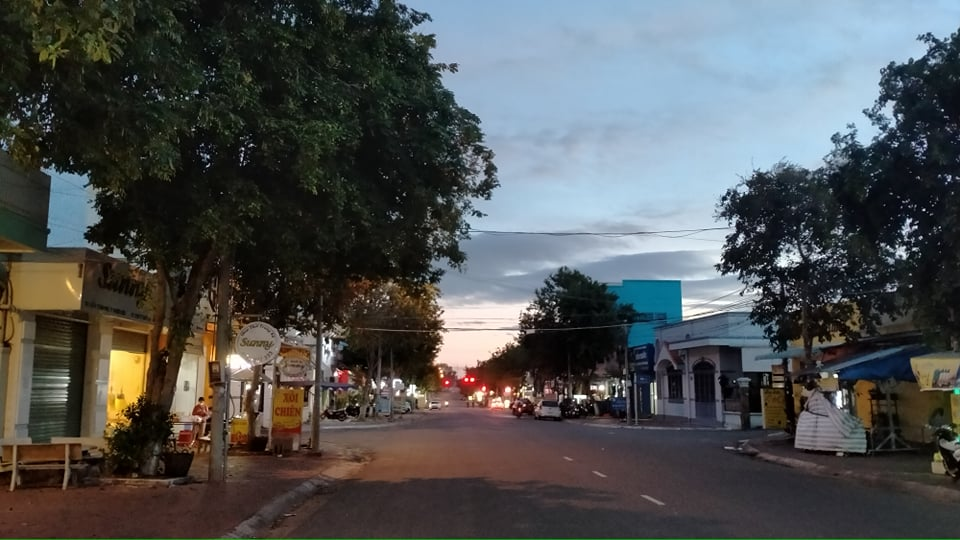
Đường Trần Phú
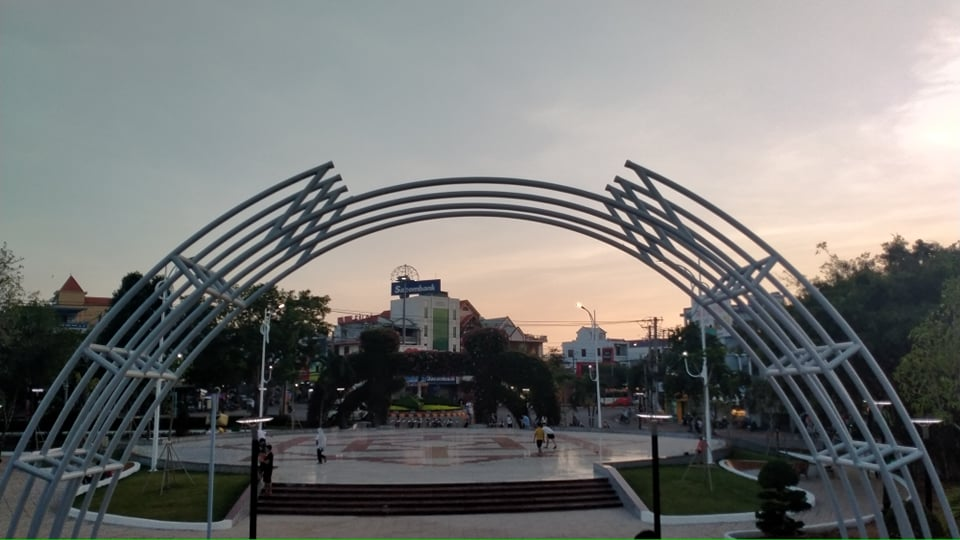
Công viên Bờ Hồ
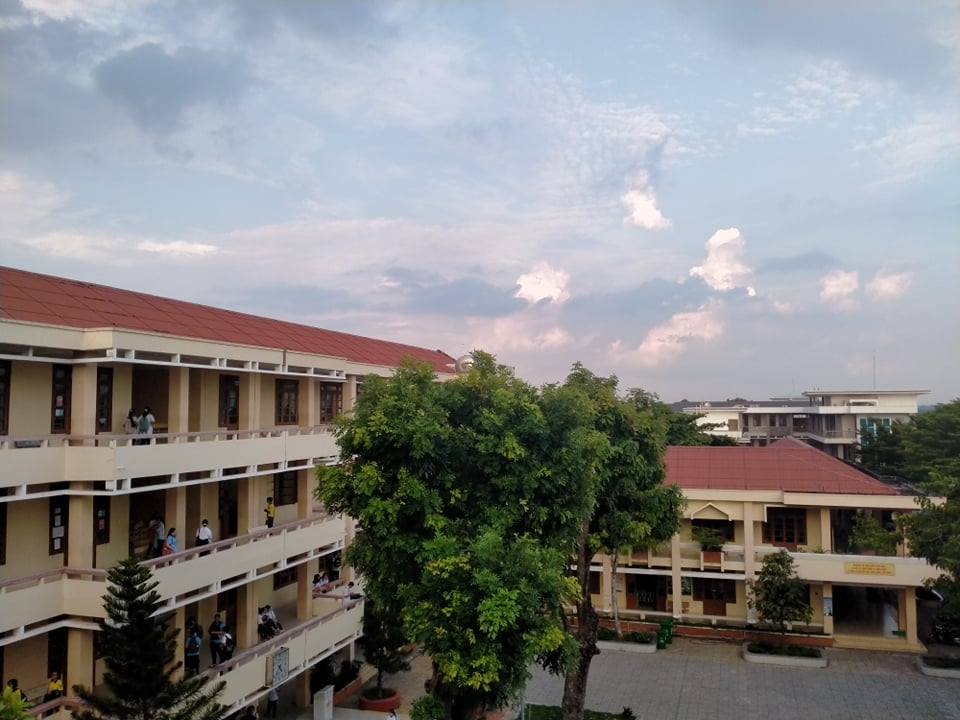
Trường THPT Xuyên Mộc
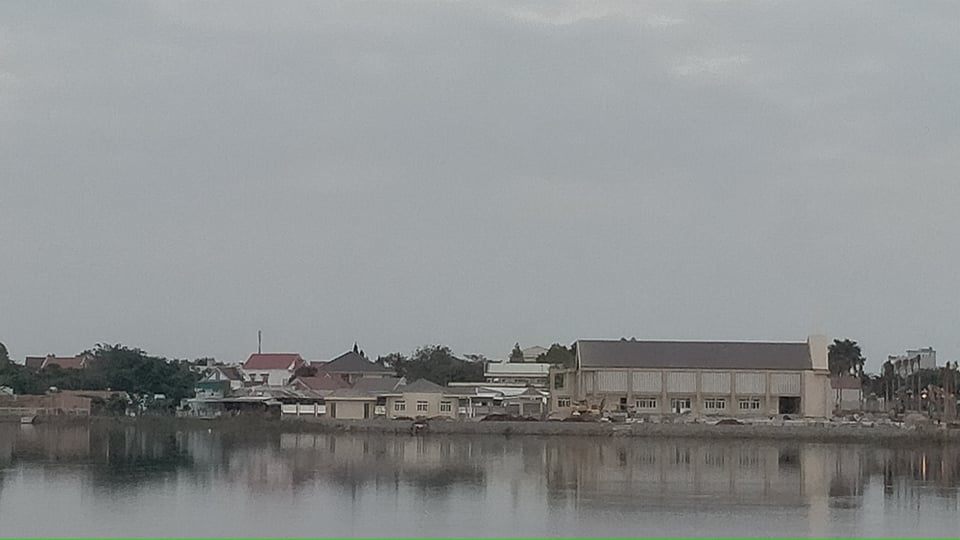
Quảng trường thị trấn
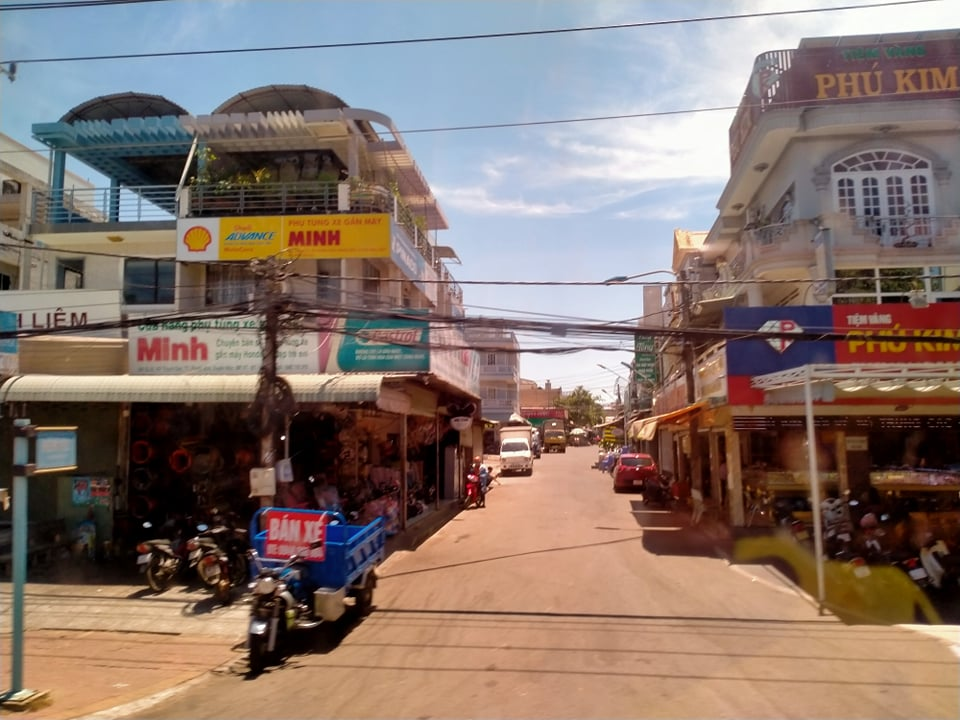
Chợ Bà Tô
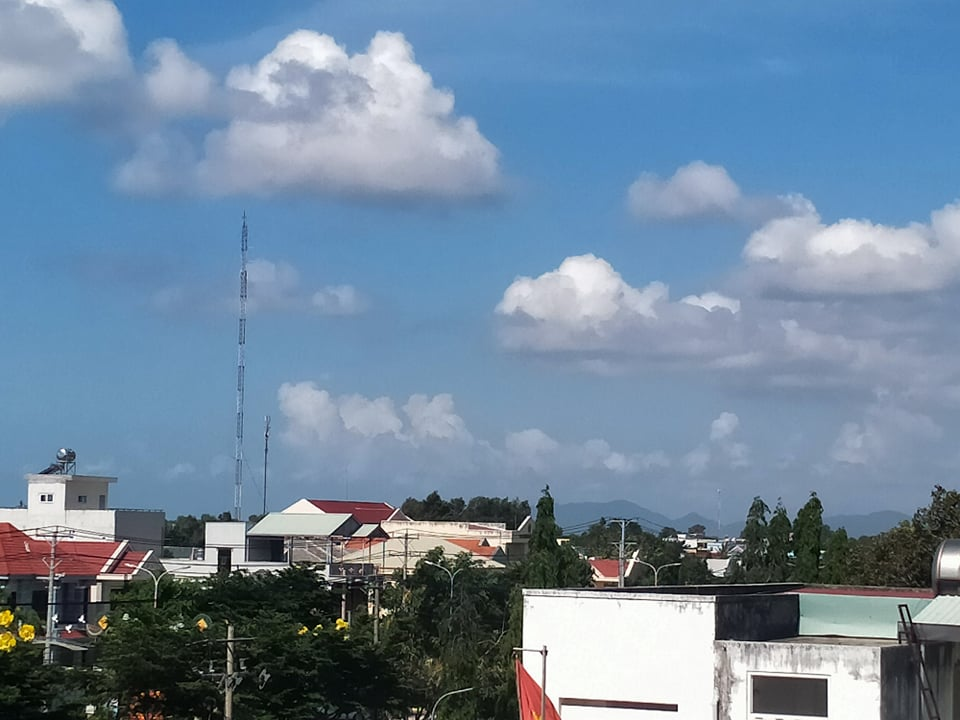
Đường chân trời thị trấn